# Louis De Meester

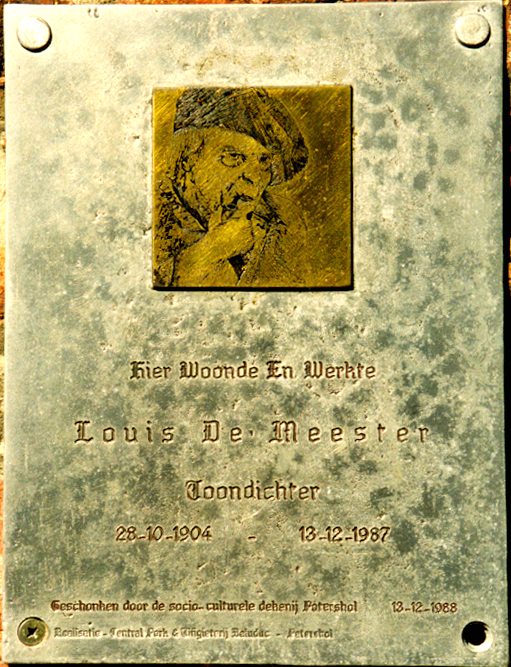
Plaquette in Gent (2014)

 Louis August Edmond Hendrik De Meester  (Roeselare, 28 oktober 1904 – Semmerzake, 12 december 1987), was een Belgische componist. Hij is een van de pioniers van de elektronische muziek in België.

## Biografie
Hij was autodidact. Hij leerde piano spelen en componeren door zijn werk als bioscoop- en brasseriepianist. Als twintiger verliet hij zijn thuisbasis om de wijde wereld rond te trekken. Via Frankrijk belandde hij onder meer in Algerije en Marokko. In deze periode componeerde hij onder de naam 'Louis Master'. In het Marokkaanse Meknes werd hij in 1933 leraar notenleer in het conservatorium en nog later directeur. Vanuit die functie verdiepte hij zichzelf meer in de muziek en kwam hij in contact met tal van componisten. In zijn latere leven greep hij met zijn werk Magreb (1946) terug op die tijd; een werk met Marokkaanse trekjes maar voor een westers orkest. In 1937 keerde hij terug naar België om er lessen te volgen bij Paul Gilson en Jean Absil. De Tweede Wereldoorlog bracht een overpeinzing hoe het verder moest.
Na die oorlog was De Meester werkzaam bij het Nationaal Instituut voor de Radio-omroep (NIR) als musicus-modulator. Hij leerde er componisten zoals Igor Stravinsky kennen. Stilaan begon hij zelf te experimenteren met muziek en uiteindelijk met elektronische muziek. In 1957 mocht hij de Prix Italia ontvangen voor zijn eerste grootschalige compositie waarin een elektronische partij gebruikt werd, 'De grote verzoeking van Sint-Antonius' (1957, libretto van Michel de Ghelderode), een radio-opera. Zijn composities kenden veel succes en brachten hem met tal van andere muzikanten in contact. Hij werkte vaak met de samenvoeging van klassieke met elektronische muziek. Van 1962 tot zijn pensioen in 1969 werd hij artistiek directeur aan het Instituut voor Psychoacustica en Elektronische Muziek (IPEM) te Gent. Hij woonde toen in de wijk Patershol in Gent op een leefzolder op de tweede verdieping van een oud Spaans huis. Aan de gevel ervan hangt een gedenkplaat.
Zijn artistieke loopbaan en elektronische composities werden met tal van prijzen bekroond. In 1979 ontving hij de staatsprijs ter bekroning van een kunstenaarsloopbaan. In 1980 kreeg hij een eredoctoraat van de Gentse universiteit. Hij wordt in België als de overgang van de neoromantische naar de modernistische generatie beschouwd.
Robijns vermeldde als belangrijkste werken:
- Sonatine voor cello en piano (1945)
- Variaties voor twee klavieren (1947)
- Capriccio (1948)
- Sinfonietta buffa (1949)
- Pianoconcert nr. 1 (1952) en nr. 2 (1956)
- Blaaskwintet (1955)
- De Musica per archi (1955)
- Poèmes op tekst van P. Bourgeois (liederen)
- Poèmes de gosses op tekst van Maurice Carême (liederen)
- Betje Trompet

Semmerzake kent een Louis De Meesterstraat.
- Bibliothèque nationale de France: cb14691056g (data)
- Digitale Bibliotheek voor de Nederlandse Letteren: mees062
- Gemeinsame Normdatei: 130541230
- International Standard Name Identifier: 0000 0000 8413 3564
- Library of Congress Control Number: n82105368
- MusicBrainz: ee6f1af4-eb34-422d-978a-dfb7c65e9091
- Nationale Bibliotheek van Israël: 987007325631105171
- Nederlandse Thesaurus van Auteursnamen: 067853404
- Système universitaire de documentation: 261734245
- Virtual International Authority File: 116592841
- WorldCat: E39PBJxmB8q88TQ83Wy4tMp9Dq